# Platia Agias Sofias

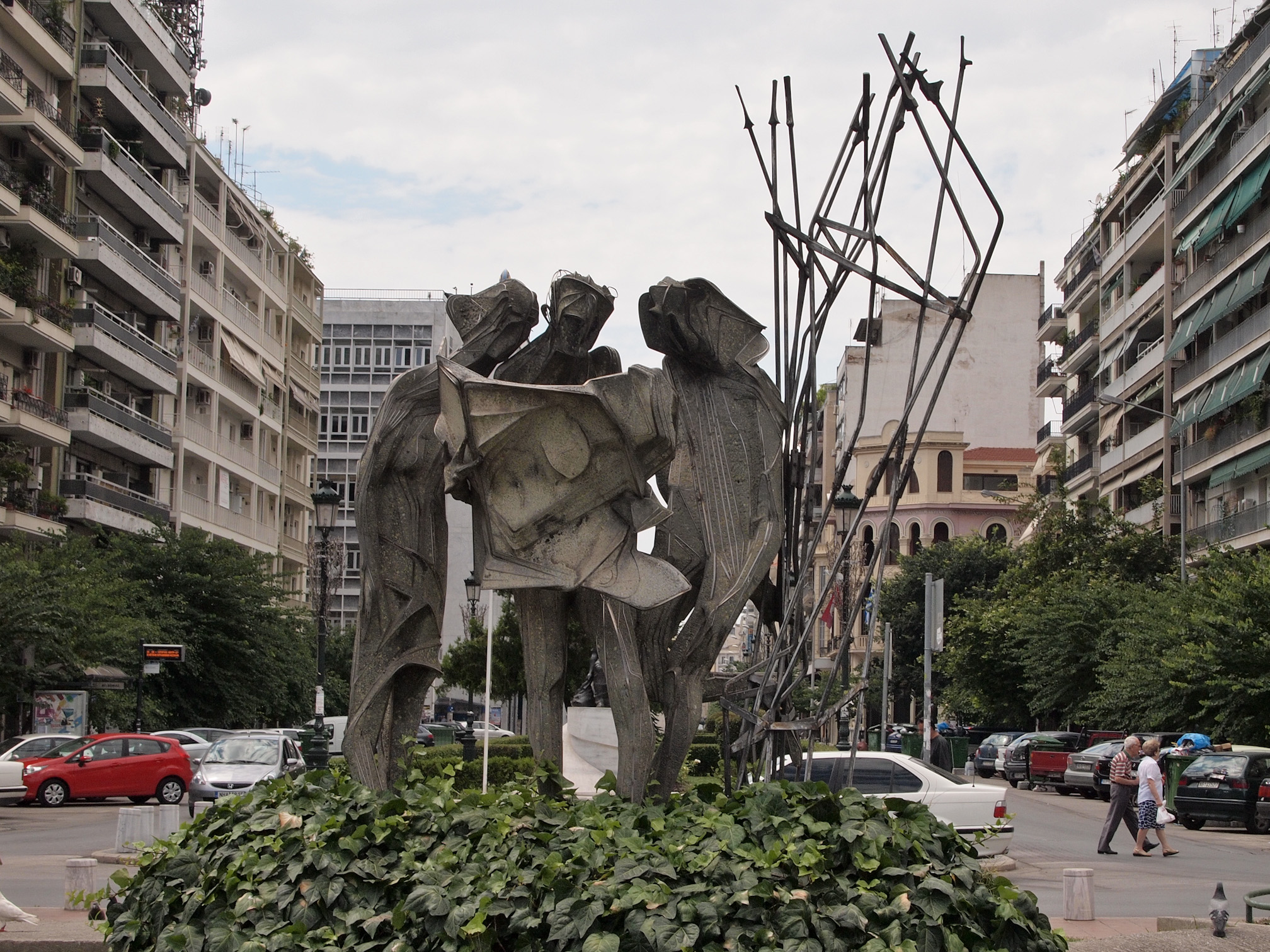
Skulptur "Bürger, die eine Zeitung lesen und diskutieren"

Die Platia Agias Sofias (griechisch Πλατεία Αγίας Σοφίας ‚Platz der Hagia Sophia‘) ist ein Platz im Zentrum der griechischen Stadt Thessaloniki. Die Platia wurde nach der dort gelegenen Kirche Hagia Sophia benannt.
Die Platia liegt an der Kreuzung der Straßen Agia Sofia und Ermou, die als kleiner Kreisverkehr ausgebildet ist, und trifft auf die Straßen Mackenzie King und Professor Antonio Keramopoulos.

## Geschichte
Der Platz stammt aus der byzantinischen Zeit der Stadt, als hier das administrative Zentrum der Stadt lag. Damals hieß er auch Skalia. Bei einem Brand im Jahr 1890 wurde die Kirche, die zu dieser Zeit als Moschee genutzt wurde, schwer beschädigt, aber unter der Aufsicht von Charles Diehl, einem bedeutenden Byzantinisten, restauriert.
Am 17. und 18. Juni 1913 fanden im Bereich der Platia Kämpfe zwischen dem bulgarischen und griechischen Militär (Balkankriege) statt, durch die viele Häuser beschädigt wurden. Bulgarien musste daraufhin seine Garnison in der Stadt aufgeben.

## Sehenswürdigkeiten
Am Platz befinden sich einige Häuser mit eigenem Charakter, die aus den 1920er Jahren, vor der Errichtung der Wohnblöcke, die heute das Gesicht der Stadt prägen, erhalten geblieben sind.
Abgesehen von der Kirche ist das 1926 bis 1928 erbaute „Rote Haus“ oder Megaro Longos im Südwesten des Platzes von besonderem architektonischen Reiz. Auf der nordöstlichen Seite des Platzes befindet sich das Gebäude der "Karitativen Bruderschaft der Männer von Thessaloniki" (FAATh), ein Werk des Architekten Xenophon Paionidis. Auf der südöstlichen Seite steht das Nedelkos-Gebäude des gleichen Architekten mit Baujahr 1924.
Die Kirche mit ihrem Innenhof liegt tiefer als die Platia. Der Innenhof, aber auch die Platia sind ein beliebter Treffpunkt junger Menschen,  um zu trinken, zu reden und Bekanntschaften zu schließen. Dazu passend befindet sich seit 1989 die Skulptur „Bürger, die eine Zeitung lesen und diskutieren“ des 1943 geborenen Künstlers Manolis Tzompanakis in der Mitte des Kreisverkehrs.
Auf der Platia Agias Sofias steht das Denkmal mit der Statue von Chrysostomos Kalafatis, ein Werk des kleinasiatischen Bildhauers Thanasis Aparti (1960). Außerdem gibt es noch zwei Statuen des pontischen Hellenismus, die erste ein Werk von Efthymis Kalevras, das 1979 auf dem Platz aufgestellt wurde. Das zweite Pontos-Denkmal ist jüngeren Datums und erinnert an die Opfer des pontischen Völkermords. Es wurde auf dem Platz der Hagia Sophia aufgestellt und seine erste Enthüllung fand im Mai 2006 anlässlich der Feierlichkeiten zum Jahrestag des pontischen Völkermords am 19. Mai statt. Nach der Aufstellung des Denkmals findet vor der Statue das alljährliche Treffen zum Gedenktag mit großer Menschenmenge, Beteiligung pontischer Vereine, Gedenkfeiern und Kranzniederlegungen statt.

## Verkehrsanbindung
Die Station „Agia Sofia“ der Metro Thessaloniki befindet sich nicht unter dem Platz, sondern an der Kreuzung der Odos Agias Sofias und der Odos Egnatia. Sie konnte im November 2023 (die Metro war noch nicht im Betrieb) bei Tagen der offenen Tür besichtigt werden.
Die Buslinien der OASTH - Stadtverkehrsorganisation Thessaloniki, die den Platz bedienen, sind 15 (Saranta Ecclesias – Historisches Zentrum), 16 (Evangelistria – Historisches Zentrum), 24 (Eleftherias-Platz – Chilia Dentra) und Kulturroute 50.

## Galerie

Chrysostomos Kalafatis Denkmal
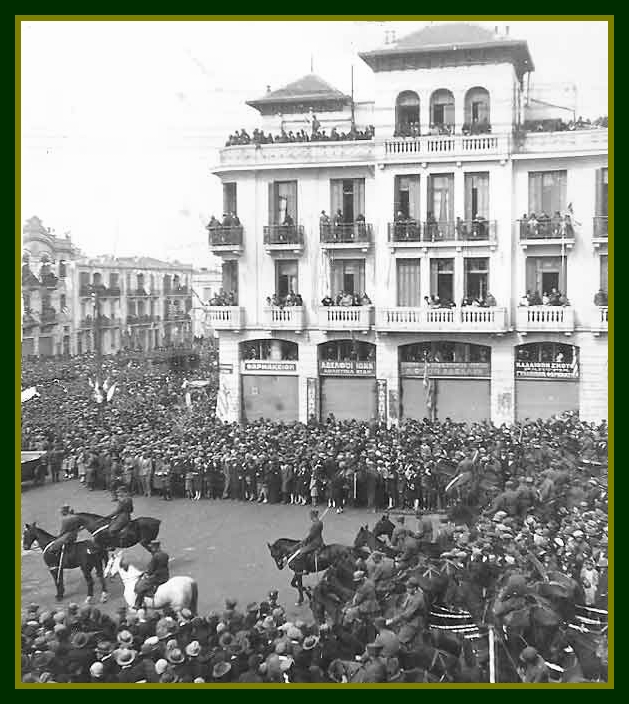
Feierlichkeiten auf dem Platz in den 1920er Jahren
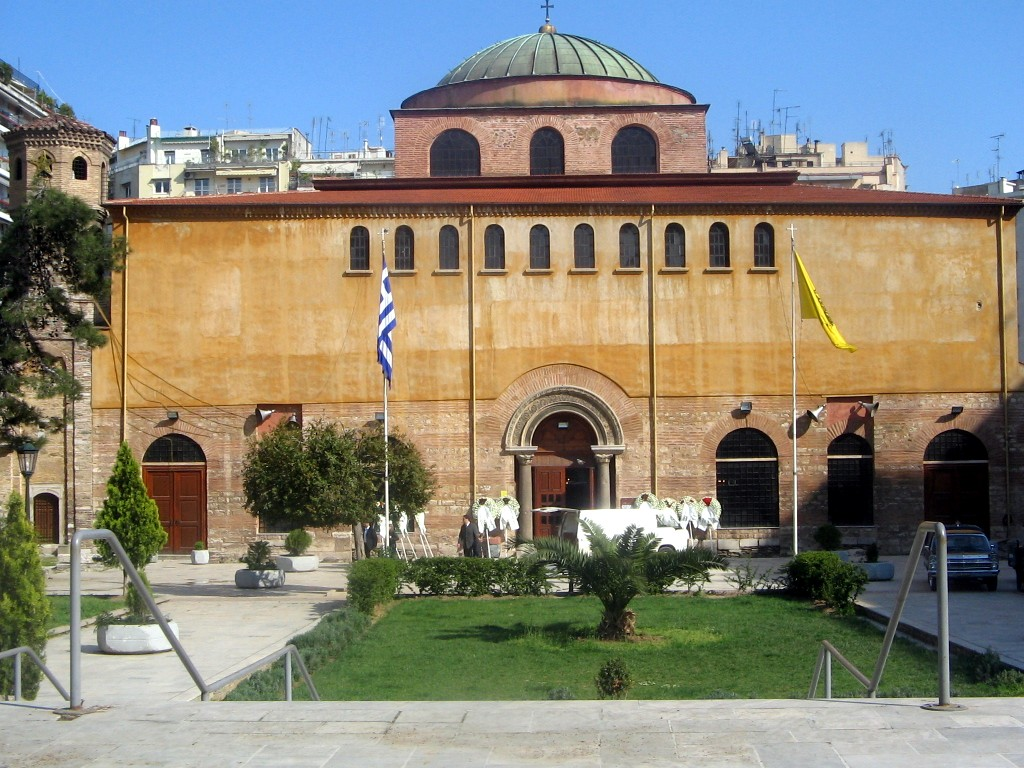
Hagia Sophia Kirche
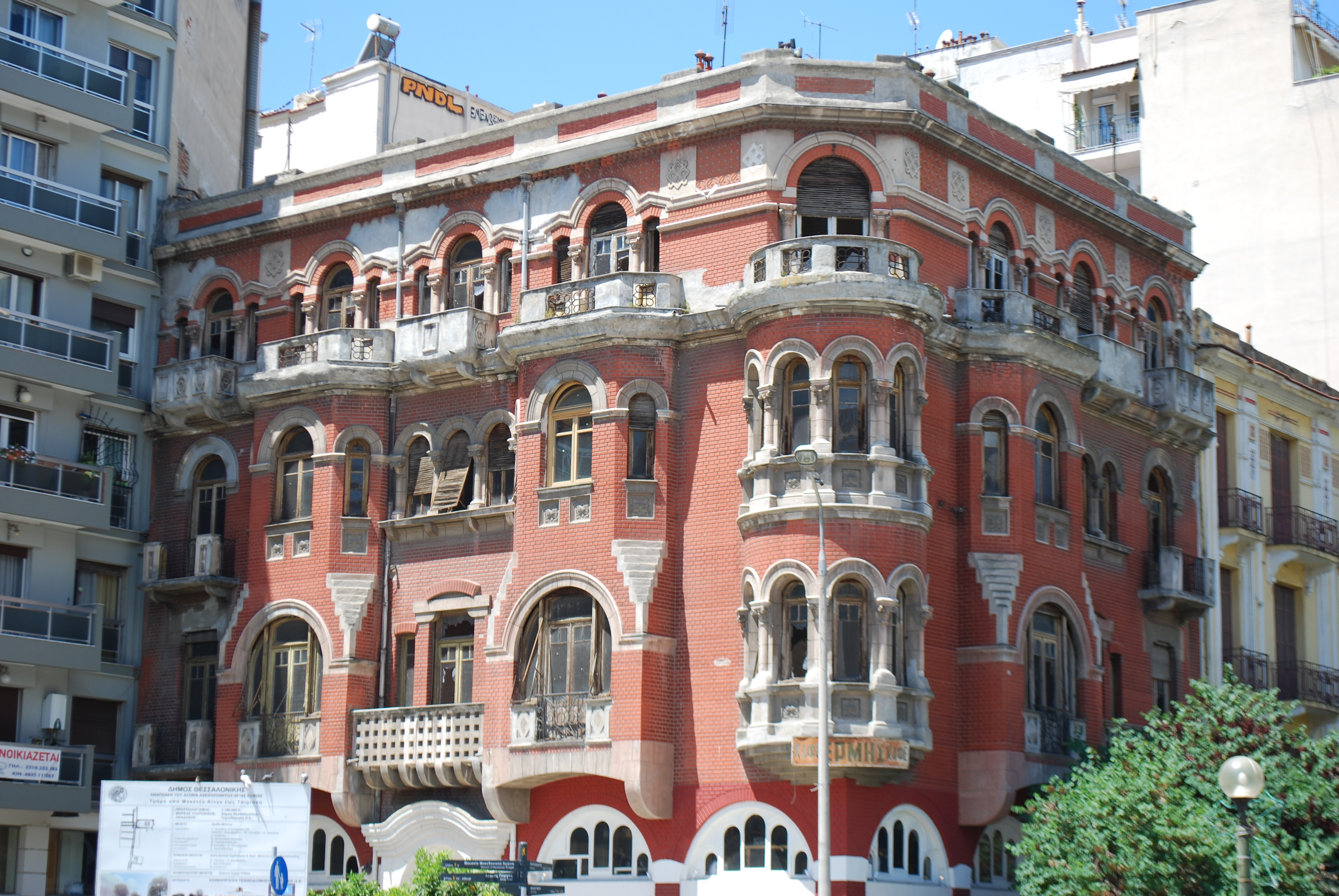
Rotes Haus
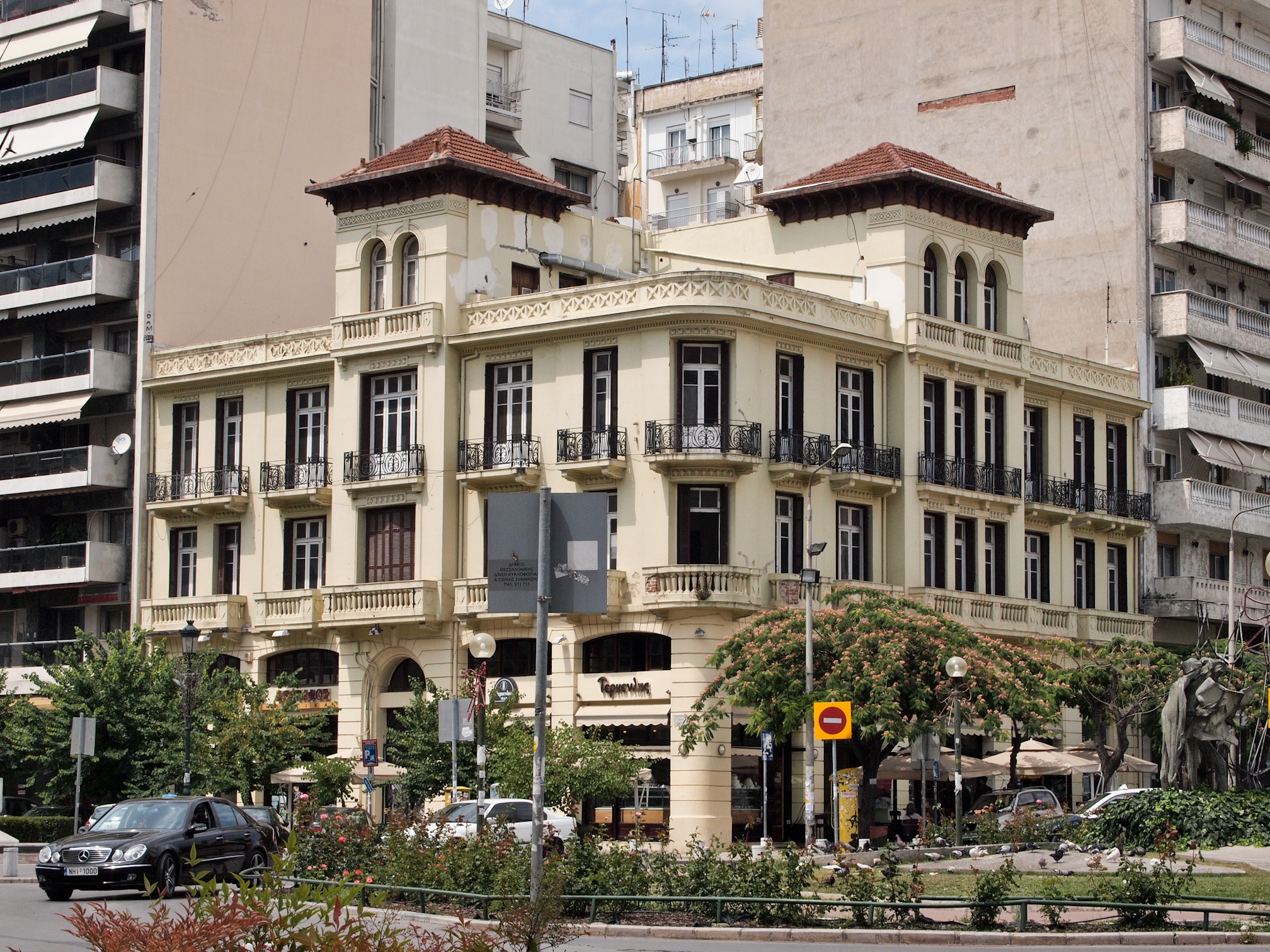
Israel Haus
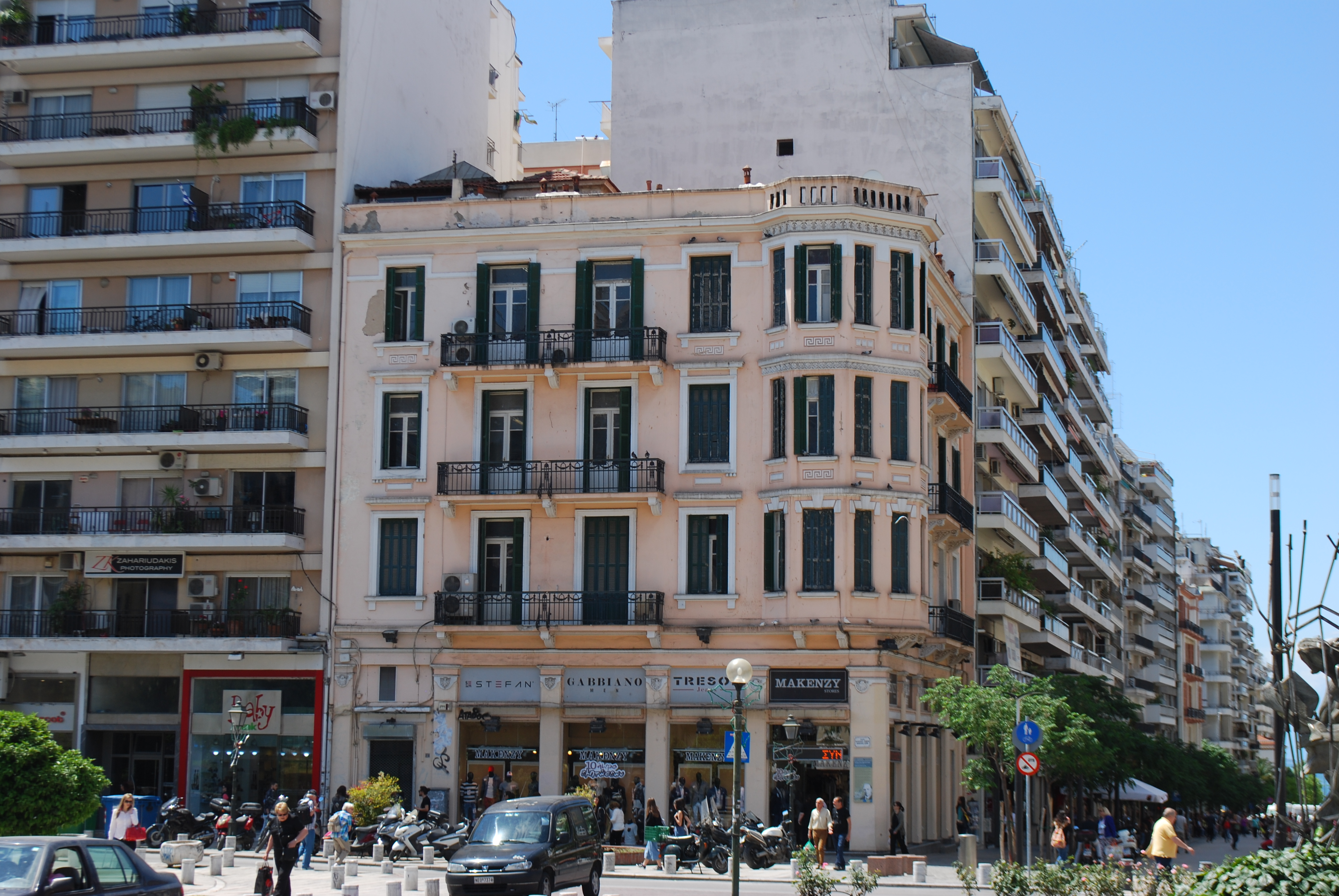
Nedelkos Haus